# Cathleen Tschirch
Cathleen Tschirch (Dresda, 23 luglio 1979) è una velocista tedesca.

## Palmarès
| Anno | Manifestazione  | Sede    | Evento      | Risultato        | Prestazione | Note |
| ---- | --------------- | ------- | ----------- | ---------------- | ----------- | ---- |
| 2007 | Mondiali        | Osaka   | 200 m piani | Quarti di finale | 23"50       |      |
| 2007 | Mondiali        | Osaka   | 4x100 m     | 7ª               | 43"51       |      |
| 2008 | Giochi olimpici | Pechino | 4x100 m     | 5ª               | 53"28       |      |
| 2009 | Mondiali        | Berlino | 4×100 m     | Bronzo           | 42"87       |      |
| 2011 | Mondiali        | Taegu   | 4×100 m     | Batteria         | dnf         |      |

## Altre competizioni internazionali
2009
- Campionati europei a squadre di atletica leggera ( Leiria)

2011
- Campionati europei a squadre di atletica leggera ( Stoccolma)